# Burg (Spreewald)
Burg (Spreewald), lågsorbiska: Bórkowy (Błota), är en kommun och kurort i östra Tyskland, belägen i regionen Spreewald, omkring 20 kilometer nordväst om staden Cottbus. Administrativt utgör Burg en kommun tillhörande Landkreis Spree-Neisse i förbundslandet Brandenburg. Orten är säte för det regionala kommunalförbundet Amt Burg (Spreewald).

## Kommunikationer
Ortens station på den smalspåriga järnvägen genom Spreewald är sedan 1970 nedlagd och drivs idag som värdshus. Närmaste trafikerade järnvägsstation finns i staden Vetschau, där också väganslutning till motorvägen A15 mot Berlin finns.